# دیوید سی. گیری
دیوید سی. گیری (انگلیسی: David C. Geary؛ زادهٔ ۷ ژوئن ۱۹۵۷) روان‌شناس اهل پروویدنس ایالات متحده آمریکا است. یک روان‌شناس رشدی و تکاملی با علاقه به یادگیری ریاضی و تفاوت‌های جنسیتی در انسان است.